# Campanile Vanvitelliano
Il Campanile Vanvitelliano è il campanile del Santuario della Santa Casa di Loreto, nelle Marche. Con i suoi 75,60 metri d'altezza, è il campanile più alto della regione e il 48° in Italia (escluse le torri comunali).

## Storia e descrizione
Sorge sul lato sinistro della Basilica svettando alto di 75,60 m. Venne realizzato, tra il 1750 e il 1754, su disegno del grande architetto italiano di origini olandesi Luigi Vanvitelli, autore della nota Reggia di Caserta. Costruito in laterizi, con finiture in pietra bianca d'Istria, si sviluppa su cinque livelli. I due basilari, incorporati nel Palazzo Apostolico, sono a pianta quadrata; il terzo è a pianta ottagonale, il quarto a pianta circolare e il quinto è costituito dalla balaustra con lo svettante pinnacolo barocco a bulbo.
La torre ospita un concerto di nove campane, disposte nelle due celle. In quella superiore, circolare, sono le otto campane minori che suonano a "distesa" o a carillon intonando le note delle "Litanie lauretane". 
Vennero fuse prevalentemente da Luigi Baldini di Sassoferrato (1830) e da Lucio Broili di Udine (1960), mentre la campana maggiore del concerto, che guarda Piazza della Madonna, è stata fusa da Francesco Franceschi di Ancona nel 1610.
Nella cella campanaria inferiore, ottagonale, è collocato la campana Bordone, denominata affettuosamente Loreta, fusa nel 1515 da Bernardino da Rimini, che con il suo diametro di 184 cm e peso di circa 50 quintali risulta essere la più grande delle Marche e tra la 17° e la 22° d'Italia.